# Filander

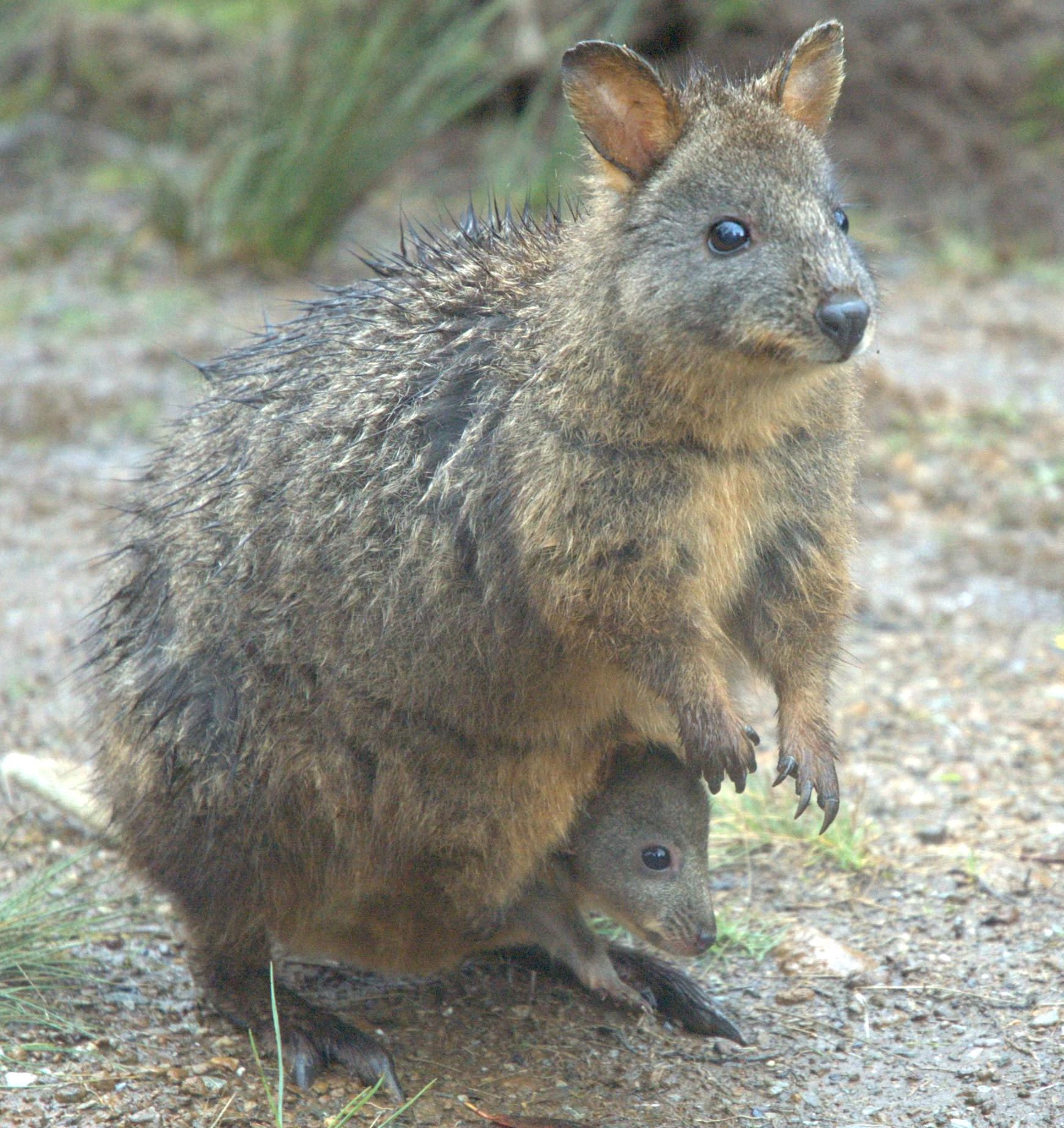
Rotbauchfilander (Thylogale billardierii)

Die Filander (Thylogale) sind eine Beuteltiergattung aus der Familie der Kängurus (Macropodidae). Auf Englisch heißen die Tiere pademelons. Die Gattung umfasst sieben Arten. Spricht man von Einzelexemplaren, lautet der Artikel der Filander.
Filander bewohnen das östliche Australien, die Insel Neuguinea samt vorgelagerter Inseln sowie Tasmanien. Sie bewohnen sowohl feuchte als auch trockene Wälder und andere mit dichtem Unterholz bestandene Gebiete. Sie können acht bis zwölf Jahre alt werden.

## Merkmale
Filander unterscheiden sich von anderen Känguruarten vor allem durch den kurzen, dicken, kurzbehaarten Schwanz. Sie zählen mit einem Gewicht von zwei bis zwölf Kilogramm zu den kleineren Känguruarten, ihre Kopf-Rumpf-Länge beträgt 29 bis 67 Zentimeter, der Schwanz misst 25 bis 51 Zentimeter. Wie bei den meisten Kängurus sind die Hinterbeine deutlich größer und kräftiger als die Vorderbeine.
Das Fell ist an der Oberseite rötlichbraun bis graubraun gefärbt, die Unterseite ist heller. Manchmal sind helle Streifen an den Hüften oder im Gesicht vorhanden.
Wie alle Kängurus haben sie einen mehrkammerigen Magen zur besseren Verwertung der schwer verdaulichen Pflanzennahrung.

## Lebensweise
Filander sind überwiegend nachtaktiv, tagsüber schlafen sie, in dichter Vegetation verborgen. In der Nacht begeben sie sich auf Nahrungssuche. Ihre Nahrung besteht aus Gräsern, Blättern und Knospen. Beim Fressen halten sie sich oft auf grasbestandenen Flächen nahe beim Waldrand auf, bei einer Bedrohung fliehen sie schnell ins schützende Unterholz. Beim Fressen schließen sie sich öfters in Gruppen zusammen, die Gruppen weisen aber keine dauerhaften Sozialstrukturen auf.
Durch ihren Lebensraum bedingt bewegen sich Filander vor allem auf allen vieren vorwärts. Das schnelle, ausladende Hüpfen nur mit den Hinterbeinen, wie es zum Beispiel die Riesenkängurus kennen, praktizieren sie ausschließlich, wenn keine Hindernisse im Weg sind. Zum schnelleren Vorwärtskommen legen sie tunnelartige Trampelpfade an. Ihr spitzer Kopf und der kurze Hals sind ideal, um im dichten Unterholz schnell voranzukommen.
Die Fortpflanzung ähnelt der der anderen Känguruarten: Nach rund 30-tägiger Tragzeit bringt das Weibchen meist ein Jungtier zur Welt; auch sie kennen die verzögerte Geburt. Jungtiere verbringen ihre ersten vier bis sechs Lebensmonate im Beutel und werden nach einigen weiteren Monaten entwöhnt. Mit rund einem Jahr oder etwas mehr sind sie geschlechtsreif.

## Bedrohung
Zu den natürlichen Feinden der Filander zählen Beutelmarder, Greifvögel und auf Tasmanien der Beutelteufel. Bei den Aborigines galt Filanderfleisch als besondere Delikatesse. Die australischen Arten sind heute jedoch stärker bedroht durch die Umwandlung ihres Lebensraumes in Viehweiden und durch eingeschleppte Säuger wie Füchse. Die drei Arten dort sind gebietsweise selten geworden oder verschwunden, insgesamt aber nicht bedroht.
Die vier neuguineischen Arten leiden an der fortgesetzten Bejagung und anderen Bedrohungen, zwei der Arten dort gelten laut IUCN als „stark gefährdet“ und zwei als „gefährdet“.

## Die Arten
- Der Rotbauchfilander (Thylogale billardierii) starb im 19. Jahrhundert auf dem australischen Festland aus, kommt auf Tasmanien jedoch häufig vor.
- Der Rothalsfilander (Thylogale thetis) lebt im östlichen Australien.
- Der Rotbeinfilander (Thylogale stigmatica) kommt im südlichen Neuguinea und dem östlichen Australien vor.
- Der Südliche Neuguinea-Filander (Thylogale brunii) lebt im südlichen Neuguinea sowie auf vorgelagerten Inseln.
- Der Nördliche Neuguinea-Filander (Thylogale browni) bewohnt das östliche Neuguinea und den Bismarck-Archipel.
- Der Gebirgsfilander (Thylogale lanatus) kommt auf der Huon-Halbinsel im östlichen Neuguinea vor.
- Der Calaby-Filander (Thylogale calabyi) ist in gebirgigen Regionen im südöstlichen Neuguinea beheimatet.

Die gegenwärtige Taxonomie der neuguineischen Filander gibt jedoch nicht die tatsächlichen Verwandtschaftsverhältnisse wieder. Nach molekularbiologischen Daten, gewonnen aus Vergleichen der Zellkern-DNA und der Mitochondrien-DNA, gliedern sich die neuguineischen Filander in eine westliche und eine östliche Klade, die sich jeweils aus verschiedenen Populationen von Thylogale browni, T. brunii und T. calabyi zusammensetzen.
Kladogramm der Gattung Thylogale:
|  | T. s. stigmatica, T. s. coxenii, T. s. oriomo |
|  |                                               |
|  | T. s. wilcoxi                                 |
|  |                                               |

|  | westliche Neuguinea-Klade (T. browni, T. brunii u. T. calabyi)            |
|  |                                                                           |
|  | östliche Neuguinea-Klade (T. browni, T. brunii, T. calabyi u. T. lanatus) |
|  |                                                                           |

|  | T. s. stigmatica, T. s. coxenii, T. s. oriomo |
|  |                                               |
|  | T. s. wilcoxi                                 |
|  |                                               |

|  | westliche Neuguinea-Klade (T. browni, T. brunii u. T. calabyi)            |
|  |                                                                           |
|  | östliche Neuguinea-Klade (T. browni, T. brunii, T. calabyi u. T. lanatus) |
|  |                                                                           |

|  | T. s. stigmatica, T. s. coxenii, T. s. oriomo |
|  |                                               |
|  | T. s. wilcoxi                                 |
|  |                                               |

|  | westliche Neuguinea-Klade (T. browni, T. brunii u. T. calabyi)            |
|  |                                                                           |
|  | östliche Neuguinea-Klade (T. browni, T. brunii, T. calabyi u. T. lanatus) |
|  |                                                                           |

|  | T. s. stigmatica, T. s. coxenii, T. s. oriomo |
|  |                                               |
|  | T. s. wilcoxi                                 |
|  |                                               |

|  | westliche Neuguinea-Klade (T. browni, T. brunii u. T. calabyi)            |
|  |                                                                           |
|  | östliche Neuguinea-Klade (T. browni, T. brunii, T. calabyi u. T. lanatus) |
|  |                                                                           |

|  | T. s. stigmatica, T. s. coxenii, T. s. oriomo |
|  |                                               |
|  | T. s. wilcoxi                                 |
|  |                                               |

|  | westliche Neuguinea-Klade (T. browni, T. brunii u. T. calabyi)            |
|  |                                                                           |
|  | östliche Neuguinea-Klade (T. browni, T. brunii, T. calabyi u. T. lanatus) |
|  |                                                                           |

|  | T. s. stigmatica, T. s. coxenii, T. s. oriomo |
|  |                                               |
|  | T. s. wilcoxi                                 |
|  |                                               |

|  | westliche Neuguinea-Klade (T. browni, T. brunii u. T. calabyi)            |
|  |                                                                           |
|  | östliche Neuguinea-Klade (T. browni, T. brunii, T. calabyi u. T. lanatus) |
|  |                                                                           |

|  | T. s. stigmatica, T. s. coxenii, T. s. oriomo |
|  |                                               |
|  | T. s. wilcoxi                                 |
|  |                                               |

|  | westliche Neuguinea-Klade (T. browni, T. brunii u. T. calabyi)            |
|  |                                                                           |
|  | östliche Neuguinea-Klade (T. browni, T. brunii, T. calabyi u. T. lanatus) |
|  |                                                                           |

|  | T. s. stigmatica, T. s. coxenii, T. s. oriomo |
|  |                                               |
|  | T. s. wilcoxi                                 |
|  |                                               |

|  | westliche Neuguinea-Klade (T. browni, T. brunii u. T. calabyi)            |
|  |                                                                           |
|  | östliche Neuguinea-Klade (T. browni, T. brunii, T. calabyi u. T. lanatus) |
|  |                                                                           |

Neben den heute noch existierenden Filanderarten wurde auch eine ausgestorbene beschrieben. Die Überreste von Thylogale christenseni wurden auf einem Berg in einer Höhe von 3996 Metern im indonesischen Teil von Neuguinea gefunden und sind etwa 5500 Jahre alt.

## Belege
1. 1 2  Peggy Macqueen, Jennifer M.Seddon, Jeremy J.Austin, Steven Hamilton, Anne W.Goldizen: Phylogenetics of the pademelons (Macropodidae: Thylogale) and historical biogeography of the Australo-Papuan region. Molecular Phylogenetics and Evolution, Volume 57, Issue 3, Dezember 2010, S. 1134–1148, doi: 10.1016/j.ympev.2010.08.010
2. ↑  J.H. Hope (1981): A new species of Thylogale (Marsupialia: Macropodidae) from Mapala Rock Shelter, Jaya (Carstensz) Mountains, Irian Jaya (western New Guinea), Indonesia. Records of the Australian Museum, Band 33, Ausgabe 8, Seiten 369–387, doi:10.3853/j.0067-1975.33.1981.273